# Cotillas
Cotillas é um município da Espanha na província de Albacete, comunidade autónoma de Castilla-La Mancha, de área 18,42 km² com população de 164 habitantes (2006) e densidade populacional de 11,53 hab/km².

## Demografia
| Variação demográfica do município entre 1991 e 2004 | Variação demográfica do município entre 1991 e 2004 | Variação demográfica do município entre 1991 e 2004 | Variação demográfica do município entre 1991 e 2004 |
| --------------------------------------------------- | --------------------------------------------------- | --------------------------------------------------- | --------------------------------------------------- |
| 1991                                                | 1996                                                | 2001                                                | 2004                                                |
| 274                                                 | 235                                                 | 196                                                 | 169                                                 |